# Campeonato Mundial de Ajedrez 2000 (FIDE)
El Campeonato Mundial de Ajedrez 2000 de la FIDE fue un encuentro entre los retadores Viswanathan Anand de India y Alexéi Shírov de Letonia. El match fue jugado en Teherán, Irán. El primer juego empezó el 20 de diciembre de 2000. El último juego empezó el 24 de diciembre del mismo año, con victoria de Anand. Anand ganó el match 3½-½, convirtiéndose en el campeón número FIDE número 3.

## Match
El match fue jugado como mejor de 6 juegos, las victorias contando 1 punto, los empates ½ punto, y las derrotas 0, y acabaría cuando un jugador llegue a 3½ puntos. Si el match acabara en un empate 3 a 3, se jugarán mini-matches de a dos partidas rápidas hasta que uno triunfe un mini-match. 
| Jugador           | 1 | 2 | 3 | 4 | Total |
| ----------------- | - | - | - | - | ----- |
| Alexéi Shírov     | ½ | 0 | 0 | 0 | ½     |
| Viswanathan Anand | ½ | 1 | 1 | 1 | 3½    |